# بيتر نوفاك
بيتر نوفاك مواليد 24 أغسطس 1962 في تشيكوسلوفاكيا، هو لاعب كرة قدم تشيكي سابق كان يلعب كمهاجم.

## المسيرة الاحترافية

### أندية لعب لها
- سبارتا براغ

## روابط خارجية
- بيتر نوفاك على موقع قاعدة بيانات كرة القدم.إي يو (الإنجليزية)
- بيتر نوفاك على موقع عالم كرة القدم.نت (الإنجليزية)